# Huta Żuławska
Huta Żuławska (Duits: Hütte) is een plaats in het Poolse district  Elbląski, woiwodschap Ermland-Mazurië. De plaats maakt deel uit van de gemeente Milejewo en telt 150 inwoners.